# Daniel Morón
Pour les articles homonymes, voir Moron.
José Daniel Morón est un footballeur chilien, né le 30 septembre 1957 à Tunuyán en Argentine. 

## Biographie
Il a passé l'essentiel de sa carrière dans le club de Colo Colo. 
Au total il a remporté quatre Championnats du Chili et quatre Coupe du Chili. Avec Coco Colo il a remporté la prestigieuse Copa Libertadores en 1991, de même que la Copa Interamericana et la Recopa Sudamericana en 1992.